# Aeroporto de Uberlândia
O Aeroporto de Uberlândia - Tenente Coronel Aviador César Bombonato é um aeroporto no município de Uberlândia, em Minas Gerais, é o terceiro maior aeroporto de Minas Gerais e o 30º do Brasil em número de passageiros transportados, o aeroporto tem capacidade para atender mais de 600 mil passageiros por ano, e aviões do porte dos Airbus A320 e Boeing 737 após a reforma realizada em 2005. O aeroporto localiza-se na Praça José Alves dos Santos, no bairro Jardim Ipanema, zona leste da cidade. Conta com uma pista asfaltada de 2100 metros de extensão por 45 m de largura, localizada a uma altitude de 943 m.
Em outubro de 2023, a Aena assumiu a operação do aeroporto.

## História
- Em 10 de maio de 1935, a aeronave pilotada pelo então tenente e depois brigadeiro Doorgal Borges, e pelo deputado estadual Fábio Bonifácio Olinda de Andrada, marca o primeiro pouso oficial na pista do Aeroporto de Uberlândia, denominação designada através da Lei nº 1909, de 21 de Julho de 1953.
- Uberlândia cresceu, e por volta de 1946, com o advento da aviação comercial, o aeroporto se tornou ainda mais importante para o desenvolvimento econômico e social da cidade.
- Em 1980, a Infraero assumiu a administração do Aeroporto de Uberlândia. Em seguida, edificou o prédio administrativo, dando início a um novo tempo de melhorias, a partir do qual construiu a seção de contra incêndio, casa de força, área de manutenção e torre de controle; revitalizou o balizamento luminoso, instalou o farol de aeródromo, o VOR/DME e a estação meteorológica.
- Em 8 de junho de 2001, com a aprovação da Lei nº 10234, sua denominação foi alterada para Aeroporto de Uberlândia - Ten.Cel.Av. César Bombonato, natural de Uberlândia, falecido em acidente aéreo com aeronave AMX em 1998 durante treinamento na Restinga da Marambaia.[4]

## Obras e ampliação
Em agosto de 2005 a Infraero inaugurou as obras de ampliação e modernização do Aeroporto de Uberlândia. O terminal teve a capacidade ampliada para 750 mil passageiros por ano. Novas salas de embarque e desembarque estão em funcionamento, além de uma nova praça de alimentação.
Em cinco mil metros quadrados de área total, o aeroporto opera com moderno sistema de ar condicionado e está completamente adaptado para acessibilidade dos portadores de necessidades especiais.
Os pátios e a pista de pouso e decolagem passaram por reformas, permitindo a operação de aeronaves de médio porte, como o Airbus A320 e o Boeing 737-800.
Situado em uma das principais cidades de Minas Gerais, o Aeroporto de Uberlândia serve uma rica região onde a indústria, agropecuária, comércio e o setor de serviços se destacam. A região conta também com um grande número universidades, e tem se firmado como um importante destino brasileiro para o turismo de negócios.
O aeroporto tem acompanhado o crescimento da aviação regional e do polo industrial da região. O movimento de aeronaves e passageiros tem apresentado um expressivo crescimento, principalmente a partir de 1997.

## Complexo aeroportuário
Sítio aeroportuário
- Área: 2.173.000 m²

Pátio das aeronaves
- Área: 34.611 m²

Terminal de passageiros
- Área: 4.733 m²

Estacionamento
- Capacidade: 3 mil veículos

Estacionamento de aeronaves
- Número de posições: 35

### Movimento
Movimento de passageiros do Aeroporto de Uberlândia

## Acesso
O Aeroporto de Uberlândia localiza-se na Zona Leste, na Praça José Alves dos Santos, no bairro Ipanema.
- A partir da Praça Tubal Vilela (centro da cidade), siga na Avenida Afonso Pena até a Rua Doutor Luiz Antônio Waack, virando a direita, na mesma. Depois vire à esquerda na Avenida Floriano Peixoto. E depois vira à direita na Avenida Doutor Vicente Salles e siga até chegar ao Aeroporto César Bombonato (Uberlândia).
- Ou também, siga pela Avenida Brasil, a partir da Praça Sérgio Pacheco (centro da cidade), sentido Bairro Umuarama, passando por debaixo da BR-050, vire à direita na Rua Rio Grande do Norte, e depois vira à esquerda na Avenida Floriano Peixoto até a rotatória, pegando a 2ª saída (continuação da avenida) e na próxima rotatória, pegue a 1ª saída e siga até chegar ao aeroporto.

## Acidentes
- 28 de fevereiro de 1952: um Douglas DC-3 da Panair do Brasil de registro PP-PCN, vindo do Rio de Janeiro com destino à Goiânia via Uberlândia. O piloto tinha permissão para pousar, mas arremeteu batendo uma asa em uma árvore causando perda total. Dos 31 ocupantes, 8 morreram.
- 14 de novembro de 2011: um Embraer ERJ-145 da Passaredo Linhas Aéreas vindo de Ribeirão Preto saiu cerca de 500 metros da pista por causa da chuva. Ninguém se feriu no incidente.
- 14 de dezembro de 2013: um Embraer 190 da Azul Linhas Aéreas vindo do aeroporto de Viracopos em Campinas derrapou pela cabeceira da pista 22 e atolou devido fortes chuvas na cidade. Ninguém se feriu, no dia seguinte às 5 horas da manhã, a aeronave foi retirada e às 8 horas o aeroporto já voltou a funcionar normalmente.